# Vojenský oddíl Železo

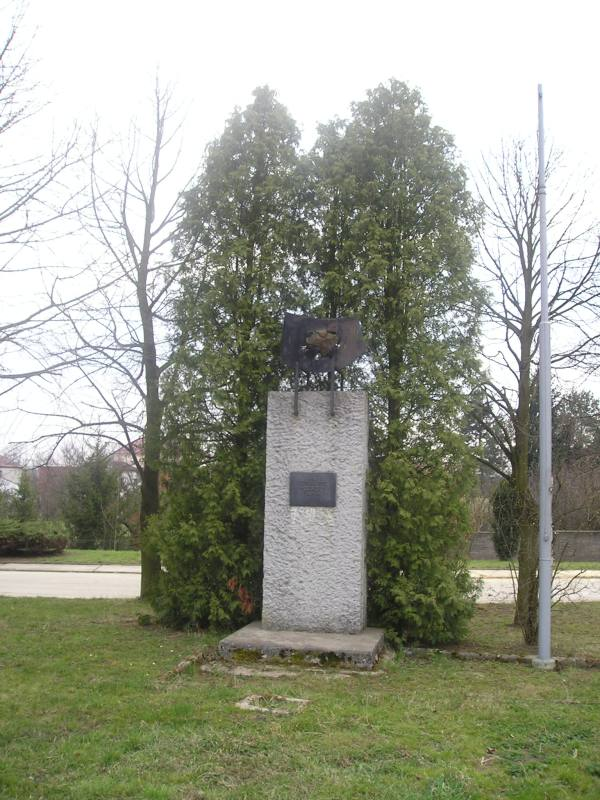
Pomník vojenskému oddílu Železo v Nučicích (Arnošt Paderlík, 1975)

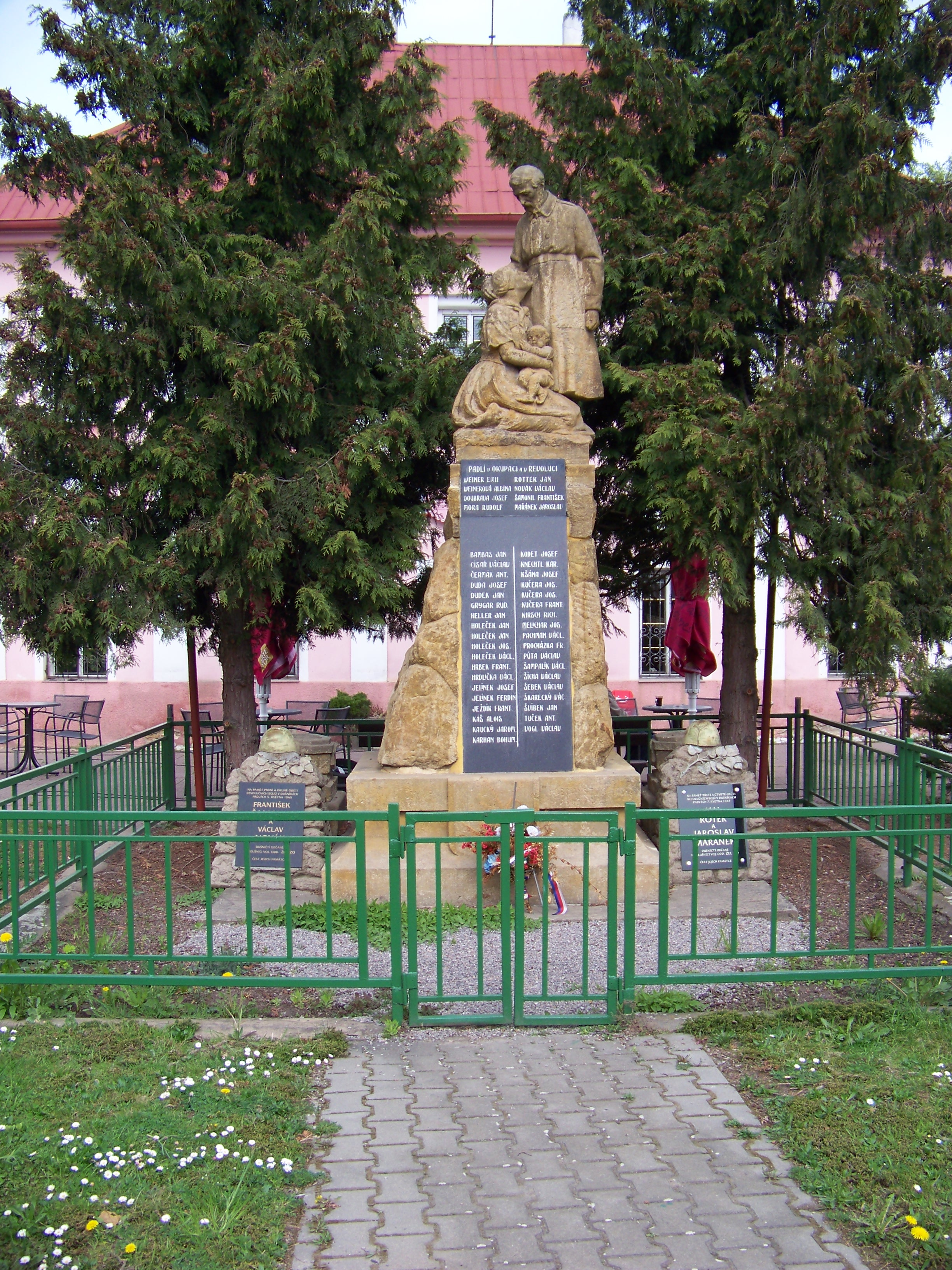
Pomník v Dušníkách připomínající oběti z řad příslušníků oddílu Železo

Vojenský oddíl Železo (nebo také Vojenská skupina Železo) byla odbojová organizace, která působila v období Protektorátu Čechy a Morava, a to zejména na území okresu Praha-západ. V závěru 2. světové války se podílela na Květnovém povstání, včetně bojů v Praze.

## Vznik a činnost
Velitelem oddílu byl nadporučík František Noha, který již v roce 1939 kolem sebe a svých spolupracovníků vytvořil skupinu s krycím názvem Sázavský. Tato skupina se zaměřovala na získávání zpravodajských zpráv z okolí obcí Nučice a Dušníky; později se zaměřovala též na Prahu a na protektorátní úřady. Členové se podíleli i na rozšiřování ilegálních tiskovin V boj, Předvoj, Rudé právo a různé protinacistické letáky. František Noha měl rovněž spojení a kontakty na odbojovou organizaci Obrana národa. V březnu a v dubnu 1945 byla původně zpravodajská skupina přeměněna na vojenskou a začala se připravovat na ozbrojené povstání.
V této souvislosti byl vytvořen Vojenský oddíl Železo pro nučicko-dušnickou oblast. V rámci jednotlivých obcí byly zřízeny samostatné roty s názvy: Železo 1 (Nučice), Železo 2 (Dušníky), Železo 3 (Hořelice, Drahelčice), Železo 4 (Tachlovice), Železo 5 (Mezouň), Železo 6 (Dobříč), Železo 7 (Jinočany, Třebonice), Železo 8 (Úhonice) a Železo 9 (Vysoký Újezd). Před vypuknutím květnového povstání měl oddíl 229 mužů a v jeho průběhu až 879 osob.

## Činnost oddílu během a po Květnovém povstání
5. května 1945 v 5:30 došlo k prvnímu odzbrojení malé posádky Wehrmachtu v Nučické škole. K prvnímu střetu došlo s nepřítelem při odzbrojování německého vozidla u Hořelic, kdy padl jeden německý důstojník. V obcích náležejících pod roty Železa se konaly strážní a hlídkové služby a odzbrojovaly se (pokud nekladly odpor) malé skupiny německých vojáků. Během květnového povstání se dobrovolníkům (více než 280 mužů) podařilo dostat se do Prahy; účastnili se bojů u Motola, Smíchova nebo Starém městě. Další členové pomáhali hlídkovat v prostoru mezi Vyšehradem, Podolím a Pankrácem.
Během povstání padlo 16 členů oddílu (byli vyznamenáni in memoriam Československým válečným křížem 1939) a dalších 16 bylo zraněno. Vojenský oddíl Železo se během května a června 1945 v počtu více než 300 osob podílel na zajišťování bezpečnosti železničních tratí v severozápadním pohraničí a na Broumovsku. Podařilo se mu zajistit stovky kilometrů železničních tratí a desítky nádražních zařízení.

## Pomník
Vojenský oddíl Železo má v Nučicích v ulici Karlovotýnská postaven pomník. Byl vybudován v roce 1975, autorem je český sochař Arnošt Paderlík.